# Wayne D. Overholser
Wayne D. Overholser, né le 4 septembre 1906 à Pomeroy dans l’État de Washington et mort le 27 août 1996 à Boulder dans le Colorado, est un écrivain américain, auteur de roman western. Il signe plusieurs de ses romans des pseudonymes John S. Daniels, Lee Leighton, Wayne Roberts, Dan J. Steven, Joseph Wayne et Emmett J. Powell.

## Biographie
Il est enseignant de 1926 à 1945. Il amorce sa carrière en littérature en publiant, à partir de 1936, quelques centaines de nouvelles appartenant à la littérature policière, mais surtout au genre du western dans des pulps dédiés à ce genre : The Lone Ranger Magazine, Western Aces, Street & Smith's Western Story Magazine. À partir de 1945, il quitte l'enseignement et se consacre entièrement à l'écriture.
Spécialisé dans le roman western, il obtient deux Spur Award (en). Le premier, en 1953, pour The Lawman, signé du pseudonyme Lee Leighton, et le second, en 1954, pour The Violent Kid, signé Wayne D. Overholser.

## Œuvre

### Romans signés Wayne D. Overholser
- Buckaroo's Code; 1947
- West of the Rimrock, 1949
- Draw or Drag, 1950
- Oregon Trunk, 1950
- Steel to the South, 1953
- Fabulous Gunman, 1954
- The Violent Land, 1954 Spur Award (en) 1954
- The Lone Deputy, 1960
- The Killer Marshal, 1961
- Standoff at the River, 1961
- War in Sandoval County, 1961
- The Bitter Night, 1962
- The Judas Gun, 1962
- The Trial of Billy Peale, 1963
- A Gun for Johnny Deere, 1964
- To the Far Mountains, 1964
- Day of Judgement, 1965 (autre titre Colorado Incident)
- The Outlaws, 1966
- Ride Into Danger, 1967
- Summer of the Sioux, 1967
- North to Deadwood, 1968
- Buckskin Man, 1969
- The Noose, 1972
- The Long Trail North, 1973
  - La corde est au bout, Série noire no 1610, 1973
- Brand 99, 1974
- The Petticoat Brigade, 1974 (publication en volume d'un feuilleton paru en 1948)
- Diablo Ghost, 1978
- The Trouble Kid, 1978
  - La Poursuite inutile, Le Masque western no 223, 1979
- The Cattle Queen Feud, 1979
- Nightmare in Broken Bow, 1979
- Revenge at Crow City, 1980 (autre titre Revenge in Crow City)
- Sun on the Wall, 1981
- Mason County War, 1981
- Dangerous Patrol, 1982
- The Long Wind, 1986
- Bunch Grass, 1986
- Gunplay Valley: The Sweet And Bitter Land, 1987
- Return of the Kid, 1987
- By Gun and Spur, 1987
- Red Snow, 1988
- The Dry Gulcher, 1988
- Gunlock, 1988
- Red Is the Valley, 1988
- Land of Promises, 1989
- Proud Journey, 1989
- Valley of Guns, 1991
- Cast a Long Shadow, 1991
- Desperate Man 1992
- Hearn's Valley, 1992
- Tough Hand 1992
- The Hunted, 1994
- The Patriarch of Gunsight Flat, 1996
- They Hanged Wild Bill Murphy, 1996
- Nugget City, 1997
- The Violent Men, 1997
- Riders of the Sundowns, 1999
- The Day the Killers Came, 2002
- The Bad Man, 2003
- Wild Horse River, 2003
- The Law at Miles City, 2005
- Bitter Wind, 2005
- Pass Creek Valley, 2009 (publication en volume du court roman No Law in Pass Creek Valley paru dans un magazine en 1950)
- Law at Angel's Landing, 2010
- The Man from Yesterday, 2010 (publication en volume d'un feuilleton paru en 1956)
- Shadow on the Land, 2013
- Death of a Cattle King, 2011
- Ten Mile Valley, 2012
- The Waiting Gun, 2013
- Swampland Empire, 2013 (publication en volume d'un feuilleton paru en 1950)
- Guns In Sage Valley, 2014

### Roman signé Joseph Wayne
- The Snake Stomper 1951

### Romans signés Lee Leighton
- Lawman, 1953 Spur Award (en) 1953
- Beyond the Pass, 1956
- Fight for the Valley, 1960
- Big Ugly, 1966
- Hanging at Pulpit Rock, 1967
- Bitter Journey, 1969
  - La Métisse blanche, Le Masque western no 61, 1972
- You'll never hang me, 1971
- Cassidy, 1980
- Tomahawk, 1980

### Romans signés John S. Daniels
- Gunflame, 1953
- The Nester, 1954
- War Party, 1966
- The Three Sons of Adam Jones, 1969
  - Les Trois Fils d'Adam Jones, Série noire no 1659, 1974

### Roman signé Lewis B. Patten
- The Meeker Massacre, 1969

### Recueils de nouvelles
- The Best Western Stories of Wayne D. Overholser, 1984 (anthologie posthume aussi paru sous les titres Tales of the West ou The Best Western Stories)
- Chumley's Gold, 2000 (anthologie posthume)
- Ride the Red Trail, 2001 (anthologie posthume)
- Gateway House, 2001 (anthologie posthume)
- Rainbow Rider, 2001 (anthologie posthume)
- Wheels Roll West, 2002 (anthologie posthume)
- Twin Rocks, 2005 (anthologie posthume)
- Sunset Trail, 2007 (anthologie posthume)
- The Durango Stage, 2008 (anthologie posthume)
- Beyond the Law, 2011 (anthologie posthume)
- Fighting Man, 2012 (anthologie posthume)

### Nouvelles signées Emmett J. Powell
- Fireworks from Texas, 1941
- The Gunslick Medico, 1941
- Hoosegow Grubstake, 1947
- Joker Barney Dugan, 1948
- The Insignificant Mr. Dimple, 1948
- Rats Want It All, 1948
- Bullet Trail, 1949

## Filmographie
- 1959 : Cast a Long Shadow réalisé par Thomas Carr
- 1959 : The Devil's Spawn, épisode de la série télévisée Bronco

## Sources
- Claude Mesplède, Les Années Série noire vol.4 (1972-1982) Encrage « Travaux » no 25, 1995.
- Claude Mesplède et Jean-Jacques Schleret, SN Voyage au bout de la Noire, Futuropolis, 1982, p. 103 et p. 289.